# FC 사할린 유즈노사할린스크
FC 사할린 유즈노사할린스크(러시아어: ФК Сахалин Южно-Сахалинск)는 사할린주 유즈노사할린스크를 연고로 하는 러시아의 축구 클럽이다. 현재는 러시아의 3부 축구 리그인 러시아 프로페셔널 풋볼 리그에 참가하고 있다.

## 선수 명단

### 현역
참고: FIFA 자격 규정에 따라 소속된 국가대표팀 국기를 표시합니다. 선수는 복수의 FIFA 비회원국 국적을 가지고 있을 수 있습니다.
| 번호 | 포지션 | 국적 | 이름            |
| ---- | ------ | ---- | --------------- |
| 1    | GK     |      | 루슬란 유누소프 |

| 번호 | 포지션 | 국적 | 이름            |
| ---- | ------ | ---- | --------------- |
| 55   | MF     |      | 안드레이 소로킨 |
| 97   | MF     |      | 다닐 볼슈노프   |

## 역대 감독
| 감독                | 임기        |
| ------------------- | ----------- |
| 유리 드로즈도브     | 2012        |
| 이고리 도브로볼스키 | 2015        |
| 유리 드로즈도브     | 2019 ~ 2020 |
| 유리 드로즈도브     | 2023 ~      |